# Grande Prémio de Doha de Motovelocidade
O Grande Prémio de Doha de MotoGP foi um único evento motociclístico que introduzido do mundial de MotoGP de 2021 como resposta ao cancelamento de provas devido à pandemia de COVID-19, consistindo numa segunda corrida em Lusail.

## Vencedores do Grande Prémio de Doha
| Ano  | Pista  | Moto3        | Moto3      | Moto2     | Moto2      | MotoGP           | MotoGP     |
| Ano  | Pista  | Piloto       | Construtor | Piloto    | Construtor | Piloto           | Construtor |
| ---- | ------ | ------------ | ---------- | --------- | ---------- | ---------------- | ---------- |
| 2021 | Lusail | Pedro Acosta | KTM        | Sam Lowes | Kalex      | Fabio Quartararo | Yamaha     |